# Маленковский циркуляр

Георгий Маленков

Маленковский циркуляр — антисемитский документ, по утверждению историка Роя Медведева, разосланный секретарём ЦК ВКП(б) Георгием Маленковым партийным комитетам осенью 1944 года с указанием ограничить назначение евреев на руководящие должности и ввести квоты для приёма в вузы. Это указание соответствовало текущей неофициальной политике этнической «чистки». Существование такого документа оспаривается историком Геннадием Костырченко, который уверен, что антисемитская политика в этой сфере опиралась на устные распоряжения.

## Антисемитизм в сталинском СССР
Как отмечали Геннадий Костырченко и историк Леонид Люкс, антиеврейские «чистки» в сфере искусства, науки и культуры проводились уже с 1942 года. Так, 17 августа 1942 года начальник Управления агитации и пропаганды ЦК ВКП(б) Георгий Александров направил секретарям ЦК Маленкову, Щербакову и Андрееву докладную записку «О подборе и выдвижении кадров в искусстве» с критикой засилья «нерусских». В дальнейшем это отразилось на судьбе сотрудников Московской консерватории, «Мосфильма», Большого театра, преподавателей и студентов Литературного института и ряда других учреждений. В управлении Александрова евреев называли «национальными нигилистами» и «разрушителями русских культурных ценностей», которые не могут постичь сущности русской культуры.
В июне 1943 года к Сталину обратилась первая женщина-академик в СССР Лина Штерн. Она сообщила, что работавшему у неё в Институте физиологии и возглавлявшему кафедру в МГУ профессору Штору ректор университета, сославшись на будто бы принятое постановление правительства, предложил отказаться от руководства кафедрой, поскольку «неудобно, когда в университете Ломоносова у руководства кафедрой стоит еврей». Кроме этого от неё как главного редактора «Бюллетеня экспериментальной биологии и медицины» директор Тропического института Пётр Сергиев от имени наркома здравоохранения СССР Георгия Митерёва потребовал уволить двух сотрудников-евреев. Он также сослался на некое указание сверху о сокращении евреев в руководстве медициной чуть ли не на 90 %.

## Информация о создании и рассылке циркуляра
Как утверждает Костырченко, впервые о подготовленных в аппарате ЦК «секретном постановлении» и «конфиденциальной инструкции» об ограничениях для евреев, поступающих в вузы, а также о снятии их с ответственных постов писал в вышедшей в 1948 году книге «Железный занавес: внутри сталинского шпионского кольца» (англ. The Iron Curtain: Inside Stalin's Spy Ring) советский перебежчик, шифровальщик ГРУ Игорь Гузенко. Он ссылался на анонимные свидетельства. Эта информация соответствовала многочисленным слухам, ходившим в то время среди советских евреев, что «главные антисемиты засели в ЦК».
Рой Медведев в книге «Они окружали Сталина», изданной в 1984 году, написал, что осенью 1944 года Сталин созвал в Кремле расширенное совещание ЦК ВКП(б), на которое были приглашены члены Политбюро и Секретариата ЦК, первые секретари республиканских и областных комитетов партии, руководители оборонной промышленности, армии и государственной безопасности. На совещании речь шла о сокращении назначений евреев на руководящие должности. Наиболее подробно на совещании выступил Маленков, агитируя за повышение бдительности по отношению к еврейским кадрам. Как считает Медведев, «каждый из участников совещания понял, … что речь идёт о постепенном вытеснении лиц еврейской национальности с руководящих постов».
Вскоре после этого совещания, как пишет Медведев, Маленков разослал партийным комитетам директивное письмо. В письме «перечислялись должности, на которые назначение людей еврейской национальности было нежелательно. Одновременно вводились и некоторые ограничения при приёме евреев в высшие учебные заведения». Впоследствии в партийных кругах письмо называли «маленковский циркуляр». Социологи Геннадий Батыгин и Инна Девятко писали, что прежде всего ограничения коснулись Министерства иностранных дел. В Высшей дипломатической школе была введена квота для абитуриентов-евреев. Аналогичные ограничения появились в Московском институте международных отношений, начались сокращения евреев в дипломатическом корпусе.

## Мнение Геннадия Костырченко
Костырченко полагает, что таких письменных указаний не было и быть не могло потому, что формально такое действие подпадало под уголовное преследование за возбуждение национальной розни. При этом он считает, что устные указания такого рода несомненно существовали и подтверждает это многочисленными свидетельствами. Костырченко обобщает эти тенденции как проявление «аппаратного антисемитизма».